# Cifesa
La Compañía Industrial Film Español, SA, generalment coneguda per l'acrònim Cifesa, va ser una empresa valenciana dedicada a la producció i distribució de pel·lícules.

## Història
Fundada el 1932 a València per la família Trénor, i presidida des de l'any següent per l'empresari valencià de la indústria de l'oli i important financer Manuel Casanova Peris i pels seus fills Vicente i Luis, ha estat qualificada com «la fàbrica de pel·lícules més important del cinema espanyol». Des del 1933 va ser la distribuïdora exclusiva per a Espanya de la nord-americana Columbia. Com a productora, el seu propòsit era expandir-se per tot el mercat hispanoparlant, per a la qual cosa obrí sucursals a partir del 1935 a Buenos Aires, l'Havana i Manila. El 1936 abordà també el mercat europeu, obrint delegacions a París i a Berlín, on col·laborà amb la indústria cinematogràfica alemanya al servei del règim de Hitler. La seua primera producció pròpia, La Hermana San Sulpicio, dirigida per Florián Rey i basada en la novel·la homònima d'Armando Palacio Valdés, es va rodar durant l'estiu del 1934 i va obtenir un gran èxit de crítica i de públic. Altres grans èxits que seguiren a aquest van ser Nobleza baturra, Es mi hombre, La verbena de la Paloma, El cura de aldea, Morena clara, El genio alegre i Nuestra Natacha. En esclatar la guerra civil, Vicente Casanova, llavors al front de l'empresa, fugí de València deixant les instal·lacions de la productora en mans d'un comité obrer, i una vegada en la zona «nacional» va poder continuar des de Sevilla la seua activitat, consistent en films documentals i de propaganda al servei de la causa franquista, mentre la de la seu central de València es limitava al Noticiario CIFESA, i en la que es va crear a Madrid continuà la producció de llargmetratges de ficció i reportatges de la guerra. Durant els anys 40, afavorida pel proteccionisme del règim de Franco, Cifesa va conèixer la seua màxima esplendor, construí nous estudis de rodatge i augmentà vertiginosament el ritme de producció, com també el d'importació. Les pel·lícules importades es doblaven sempre en castellà per imperatiu legal, facilitant així a la censura el control dels continguts. En la dècada dels 50 entrà en crisi, a causa de diversos factors entre els quals l'escassesa de material verge i les restriccions del consum elèctric, la mala administració, la incipient competència d'altres productores com la de Cesáreo González, Suevia Films, i l'aposta de Casanova per superar la situació a força d'inversions desmesurades en films d'elevats pressupostos. Finalment, el 1963, per assegurar-se l'exclusivitat de la distribució en Espanya de La dolce vita, de Fellini, Cifesa va pagar a la productora italiana una important quantitat de diners, però una vegada tancat el contracte i feta la despesa se li va denegar el permís d'exhibir-la, perquè les autoritats van considerar que el públic espanyol no estava preparat per a veure aquest film, i això va contribuir a precipitar el tancament definitiu de l'empresa l'any següent.

## Ideari
Des del seu origen, les idees que impulsaren els homes de Cifesa van ser, tal com les resumeix Félix Fanés, «un profund espanyolisme, un valencianisme vague i sentimental, un catolicisme que se situava per damunt de tota la resta i un antimarxisme de fondes arrels». Un bon exemple dels esforços desplegats al servei d'aquestes conviccions és la pel·lícula èpica Alba de América, estrenada el 1951 com una rèplica a la superproducció britànica del 1949 Christopher Columbus.

## Star System
A imitació del Star System de Hollywood, Cifesa impulsà des dels anys 30 una nòmina d'actors en exclusiva en la qual figuraren Imperio Argentina, Miguel Ligero, Raquel Meller, Antoñita Colomé, Rosita Díaz Gimeno, Catalina Bárcena, Rafael Durán, Amparo Rivelles, Aurora Bautista i Alfredo Mayo. Quant als directors, els habituals al principi van ser Florián Rey i Benito Perojo, a partir del 1936 també García Maroto, Fernández Ardavín i Lluís Marquina, i posteriorment Ignacio F. Iquino, Rafael Gil, Lluís Lúcia i Juan de Orduña, entre els més destacables.

## Filmografia
Relació no exhaustiva:

### Llargmetratges
1934
- La hermana San Sulpicio, dir. Florián Rey

1935
- Rumbo al Cairo, dir. Benito Perojo
- Nobleza baturra, dir. Florián Rey
- Es mi hombre, dir. Benito Perojo
- La hija del Penal, dir. Eduardo G. Maroto
- La verbena de la Paloma, dir. Benito Perojo
- El cura de aldea, dir. Francisco Camacho

1936
- Morena clara, dir. Florián Rey
- El genio alegre, dir. Fernando Delgado
- Nuestra Natacha, dir. Benito Perojo
- La reina mora, dir. Eusebio Fernández Ardavín

1939
- Los cuatro robinsones, dir. Eduardo García Maroto

1940
- La Dolores, dir. Florián Rey
- La marquesona, dir. Esteban Fernández Ardavín
- La gitanilla, dir. Fernando Delgado
- Boy, dir. Antonio Calvache
- ¿Quién me compra un lío?, dir. Ignacio F. Iquino
- El famoso Carballeira, dir. Fernando Mignoni

1941
- Harka, dir. Carlos Arévalo
- Alma de Dios, dir. Ignacio F. Iquino
- Su hermano y él, dir. Lluís Marquina
- Los millones de Polichinela, dir. Gonzalo Pardo Delgrás
- Torbellino, dir. Lluís Marquina

1942
- El hombre que se quiso matar, dir. Rafael Gil
- Un marido a precio fijo, dir. Gonzalo Prado Delgrás
- ¡A mí la Legión!, dir. Juan de Orduña
- El pobre rico, dir. Ignacio F. Iquino
- Malvaloca, dir. Lluís Marquina
- Viaje sin destino, dir. Rafael Gil
- La culpa del otro, dir. Ignacio F. Iquino
- La condesa María, dir. Gonzalo Pardo Delgrás
- El frente de los suspiros, dir. Juan de Orduña
- Vidas cruzadas, dir. Lluís Marquina

1943
- Boda accidentada, dir. Ignacio F. Iquino
- Huella de luz, dir. Rafael Gil
- Un enredo de familia, dir. Ignacio F. Iquino
- Noche fantástica, dir. Lluís Marquina
- Rosas de otoño, dir. Juan de Orduña
- La chica del gato, dir. Ramon Quadreny
- Eloisa está debajo de un almendro, dir. Rafael Gil
- El 13-13, dir. Lluís Lúcia

1944
- Mi enemigo y yo, dir. Ramon Quadreny
- El hombre que las enamora, dir. Josep Maria Castellví
- Tuvo la culpa Adán, dir. Juan de Orduña
- La vida empieza a media noche, dir. Juan de Orduña
- El clavo, dir. Rafael Gil
- Ella, él y sus millones, dir. Juan de Orduña

1945
- El fantasma y Doña Juanita, dir. Rafael Gil
- Un hombre de negocios, dir. Lluís Lúcia

1947
- La princesa de los Ursinos, dir. Lluís Lúcia
- Dos cuentos para dos, dir. Lluís Lúcia

1948
- Don Quijote de la Mancha, dir. Rafael Gil
- Locura de amor, dir. Juan de Orduña
- Noche de Reyes, dir. Lluís Lúcia
- Currito de la Cruz, dir. Lluís Lúcia

1949
- La duquesa de Benamejí, dir. Lluís Lúcia

1950
- Pequeñeces, dir. Juan de Orduña
- De mujer a mujer, dir. Lluís Lúcia
- Agustina de Aragón, dir. Juan de Orduña

1951
- Balarrasa, dir. José Antonio Nieves Conde
- Una cubana en España, dir. Bayon Herrera
- La Leona de Castilla, dir. Juan de Orduña
- Alba de América, dir. Juan de Orduña
- Lola la Piconera, dir. Lluís Lúcia

### Documentals i reportatges
- El entierro del general Sanjurjo, 1936
- Asturias para España, 1937
- Bilbao para España, 1937
- Santander para España, 1937
- Homenaje a las brigadas navarras, 1937
- El entierro del general Mola, 1937
- Frente de Aragón, 1937
- Hacia la nueva España, 1938
- La gran victoria de Teruel, 1938
- El desfile de la victoria en Valencia, 1939